# Agrostis leersii
Agrostis leersii é uma espécie de gramínea do gênero Agrostis, pertencente à família Poaceae.